# Isomeria estructural

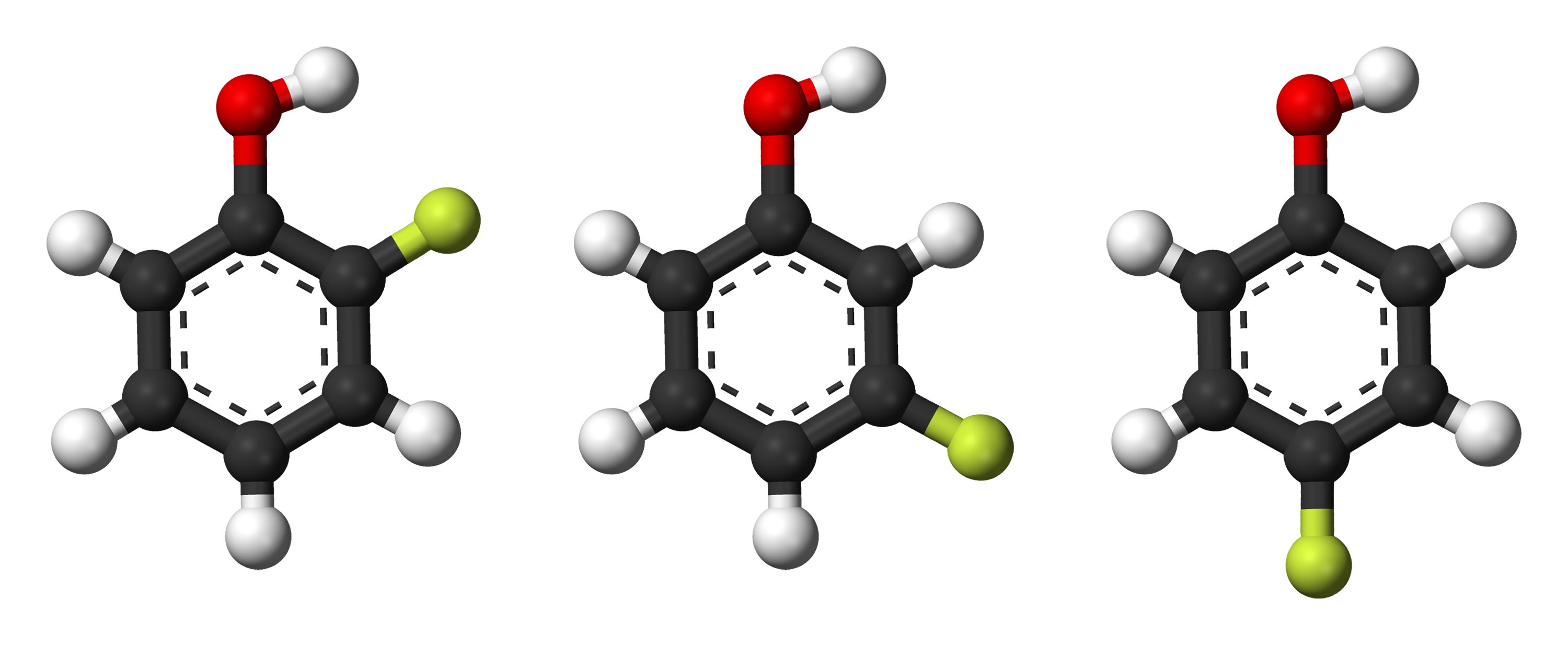
Els tres isòmers de fluorofenol.

Els isòmers estructurals o constitucionals són isòmers que es diferencien en la forma en què els seus àtoms estan interconnectats. Dit d'una altra manera, tot i tenir el mateix nombre i tipus d'àtoms, els isòmers estructurals difereixen en l'estructura molecular.
Per exemple, el fluorofenol té tres isòmers (2-fluorofenol, 3-fluorofenol i 4-fluorofenol) que tenen el mateix nombre d'àtoms amb una fórmula molecular idèntica {\displaystyle {\ce {C6H6OF}}}, però les seves fórmules estructurals són diferents, ja que l'àtom de fluor està situat en tres posicions diferents i, per tant, les seves propietats també ho seran.

## Tipus
Hi ha tres tipus d'isomeria estructural: la isomeria de cadena, la isomeria de posició i la isomeria funcional.
| n-pentà | Isopentà | Neopentà |
| n-pentà | Isopentà | Neopentà |

### Isomeria de cadena
Els isòmers que presenten isomeria de cadena difereixen en l'esquelet hidrocarbonat. Un exemple d'isòmers de cadena són els tres isòmers del pentà: n-pentà, isopentà (2-metilbutà) i neopentà (2,3-dimetilpropà), tots tres amb la fórmula química {\displaystyle {\ce {C5H12}}}, però amb propietats diferents. Així, per exemple, els punts d'ebullició són 36 °C pel pentà, 28 °C per l'isopentà i 9,5 °C pel neopentà.
Els alcans, amb fórmula general {\displaystyle C_{n}H_{2n+2}}, presenten un nombre d'isòmers estructurals que creix exponencialment amb el nombre {\displaystyle n}. Per a {\displaystyle n=5} hi ha els tres que es mostren a la figura; per a {\displaystyle n=10} el nombre d'isòmers estructurals ja puja a 75; per a {\displaystyle n=20} hi ha 3,66 × 105 isòmers; per a {\displaystyle n=40} n'hi pot haver 5,25 × 1013; per a {\displaystyle n=200} s'ha calculat que superen els 9,43 × 1083, que ja són més que el nombre de partícules de l'univers observable (~1080).
| 1-Pentanol | 2-Pentanol | 3-Pentanol |
| 1-Pentanol | 2-Pentanol | 3-Pentanol |

### Isomeria de posició
Els isòmers de posició tenen les mateixes cadenes de carbonis però amb els mateixos grups funcionals situats en diferents llocs de la cadena. Un exemple simple d'aquest tipus d'isomeria són els tres isòmers del pentanol: l'1-pentanol, el 2-pentanol i el 3-pentanol. Tots tenen la mateixa fórmula {\displaystyle {\ce {C5H11OH}}}, amb el mateix grup funcional que caracteritza els alcohols, un grup hidroxi {\displaystyle {\ce {-OH}}}, però difereixen en les seves propietats. Per exemple els punts d'ebullició són 137,6 °C, 119,1 °C i 123 °C, respectivament.

### Isomeria de grup funcional
|           |          |                |
| Propanona | Propanal | Prop-2-en-1-ol |

En aquest tipus d'isomeria estructural la diferent connectivitat dels àtoms poden generar diferents grups funcionals en la cadena. Un exemple és la propanona, el propanal i el prop-2-en-1-ol que tenen la mateixa fórmula molecular {\displaystyle {\ce {C3H6O}}}, però presenten grups funcionals diferents: cetona, aldehid i alcohol, respectivament. Les seves propietats, com a tots els isòmers, són diferents. Així, els punts d'ebullició són, respectivament: 56 °C, 48,8 °C i 97 °C.